# PSOLA
ピッチ同期重畳加算（、英: pitch-synchronous overlap-add, PSOLA）は「ピッチに基づいた音声の分割・変換・再合成」という音声処理の枠組みである。ピッチ同期波形重畳とも。

## 概要
PSOLAを採用した音声処理ではスペクトル包絡/フォルマントを保ったまま音高や持続時間(テンポ)を変更できる。
PSOLAは次の3つの段階からなる。
1. 分析: 信号を短い区間の集合へ変換[4]。区間長は可変、短時間でのピッチに同期（Pitch-Synchronous）[5]
2. 変換: 区間ごとあるいは区間単位で操作
3. 再合成: 重畳加算（OverLap-Add）

分析では、対象の音声波形がもつ周期(ピッチ)と同期した分析窓を用い、互いにオーバーラップした短い断片/区間（基本周期の2倍程度）に分割する。
変換例として、信号のピッチを下げるには断片を互いに遠ざけ、ピッチを上げるには互いに近付けて断片を再配置する。断片を離す/重ねる結果として信号長/持続時間が変化するため、次の補正を行う。信号の持続時間を長くするには 引き続き同じ断片を複数回繰り返し、短くするには いずれかの断片を間引きする。
変換された断片は重畳加算で結合され信号が再合成される。
PSOLAを採用しかつ操作が時間領域でおこなわれるアルゴリズムはTD-PSOLAと総称され、また周波数領域でおこなわれるアルゴリズムはFD-PSOLAと総称される。 

## 利用
PSOLAは様々な目的で利用される。以下はその一例である：
- 音声合成
  - 音高操作
    - 波形接続型音声合成における素片音高の調整[8]